# Stadion Gdańsk
O Stadion Gdańsk, anteriormente chamado de Arena Bałtycka e Polsat Plus Arena Gdańsk, é um estádio de futebol localizado em Gdańsk, Polônia. Sua capacidade é de 41.620 pessoas.
O estádio foi aberto pelo primeira vez para os torcedores no dia 6 de agosto de 2011. Foi também o estádio da final da UEFA Europa League em 26 de maio de 2021 entre Villareal e Manchester United.

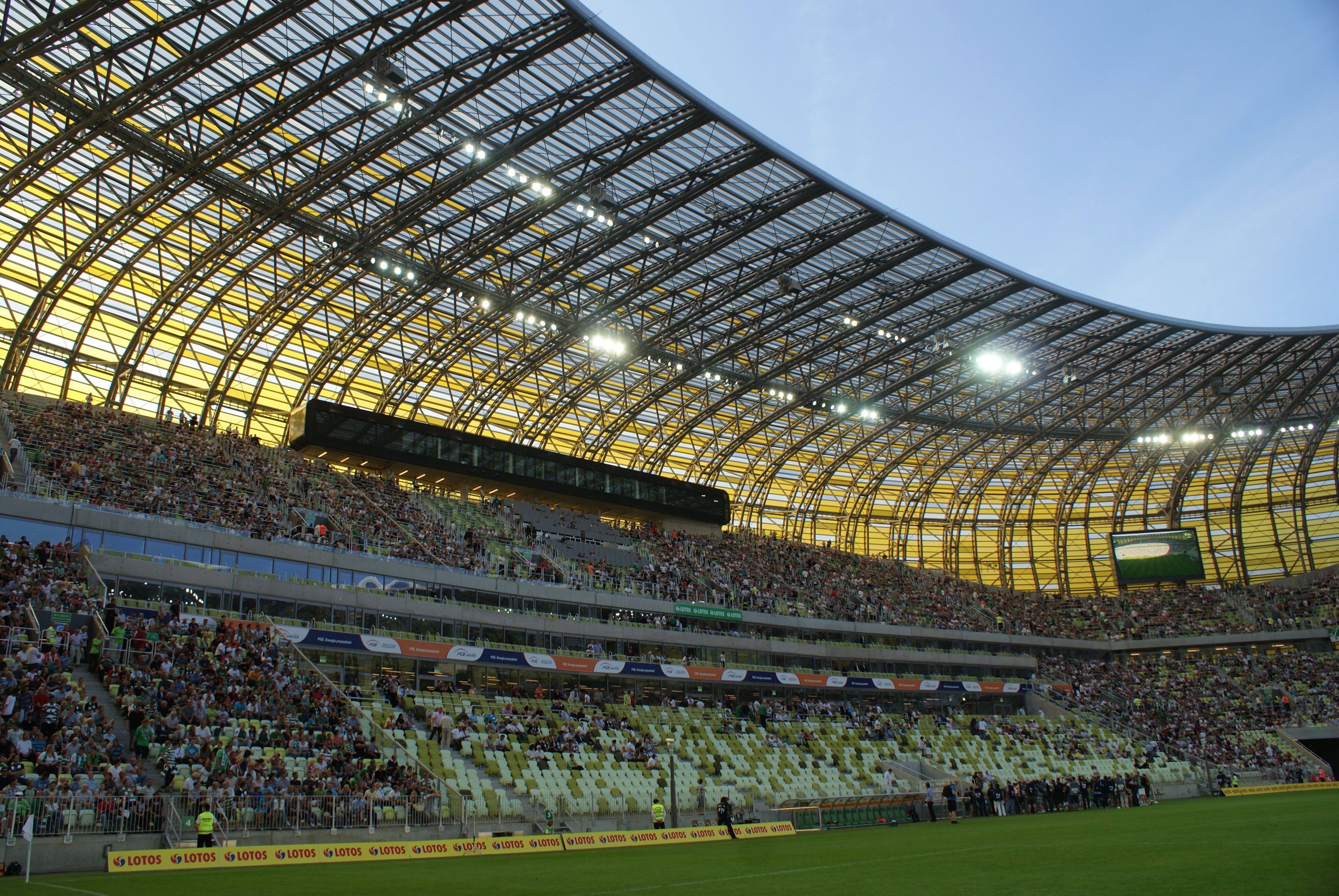
PGE Arena Gdańsk

## Eurocopa 2012
Recebeu quatro partidas da Eurocopa 2012.
| Data        | 1ª equipe | Placar | 2ª equipe | Fase             | Público |
| ----------- | --------- | ------ | --------- | ---------------- | ------- |
| 10 de junho | Espanha   | 1–1    | Itália    | Grupo C          | 38,869  |
| 14 de junho | Espanha   | 4–0    | Irlanda   | Grupo C          | 39,150  |
| 18 de junho | Croácia   | 0–1    | Espanha   | Grupo C          | 39,076  |
| 22 de junho | Alemanha  | 4–2    | Grécia    | Quartas-de-final | 38,751  |